# Dungass
Dungass este o comună rurală din departamentul Magaria, regiunea Zinder, Niger, cu o populație de 71.621 de locuitori (2001).